# 石林燕语
《石林燕语》十卷三百七十二条，宋叶梦得撰，多记北宋以来典章制度和人物轶事。后来汪应辰《石林燕语辨》即针对此书讹误而作，辑录辨文二百余条。又有《石林燕语考异》，学者以为成书稍早于《石林燕语辨》。